# Église Madonna delle Lacrime (Trevi)
Église Madonna delle Lacrime ou Sanctuaire Madonna delle Lacrime est une église située à Trevi dans la province de Pérouse en Italie.
C'est un exemple d'église Renaissance en Ombrie qui se distingue par la richesse de sa décoration picturale avec la présence de L'Adoration des mages du Pérugin et le Transport du Christ au sépulcre de Lo Spagna.

## Historique
La fondation du sanctuaire est liée à un événement miraculeux : une image de la Vierge, peinte par un peintre local sur la façade de la ferme d'un certain Diotallevi Santilli, représentant une Vierge à l'Enfant et Saint François, datée du 3 octobre 1483, fut vue le soir du vendredi 5 août 1485, pleurant des larmes de sang, déclenchant une ferveur mystique populaire immédiate. La fréquentation du lieu par les fidèles, incita la municipalité de Trevi à  protéger l'image sacrée par un toit, puis la construction du sanctuaire.
En novembre 1485, le projet est confié à l'architecte Francesco di Pietrasanta. La construction de l'édifice débuta le 26 mai 1487 sous Antonio di Giorgio Marchisi da Settignano, suivi par Francesco da Pietrasanta. Elle fut achevée en 1522.

## Description

### Extérieur
La façade est ornée d'un portail architravé et à lunette, sculpté entre 1495 et 1498 par Giovanni da Venezia. Il est orné de festons, de candélabres, de chapiteaux et de chérubins. Deux lions accroupis ornent la base des jambages, les armoiries de la municipalité de Trevi sont représentées au centre de l'architrave et un chérubin surmonte la lunette. Un deuxième portail, se trouve sur le côté gauche, correspondant au transept.

### Intérieur
Le plan de l'église est en croix latine. L'intérieur, élancé, présente une nef unique aux voûtes d'ogives imposantes.
Les chapelles latérales en forme d'édicules  ont été décorées à différentes époques. Entre les chapelles ont été construits les tombeaux monumentaux des comtes Valenti, la famille la plus représentative de la fin de la Renaissance et du baroque de Trevi.
- Chapelle San Ubaldo degli Angelucci da Mevale,
- Chapelle des rois mages du Pérugin (1521)[3],

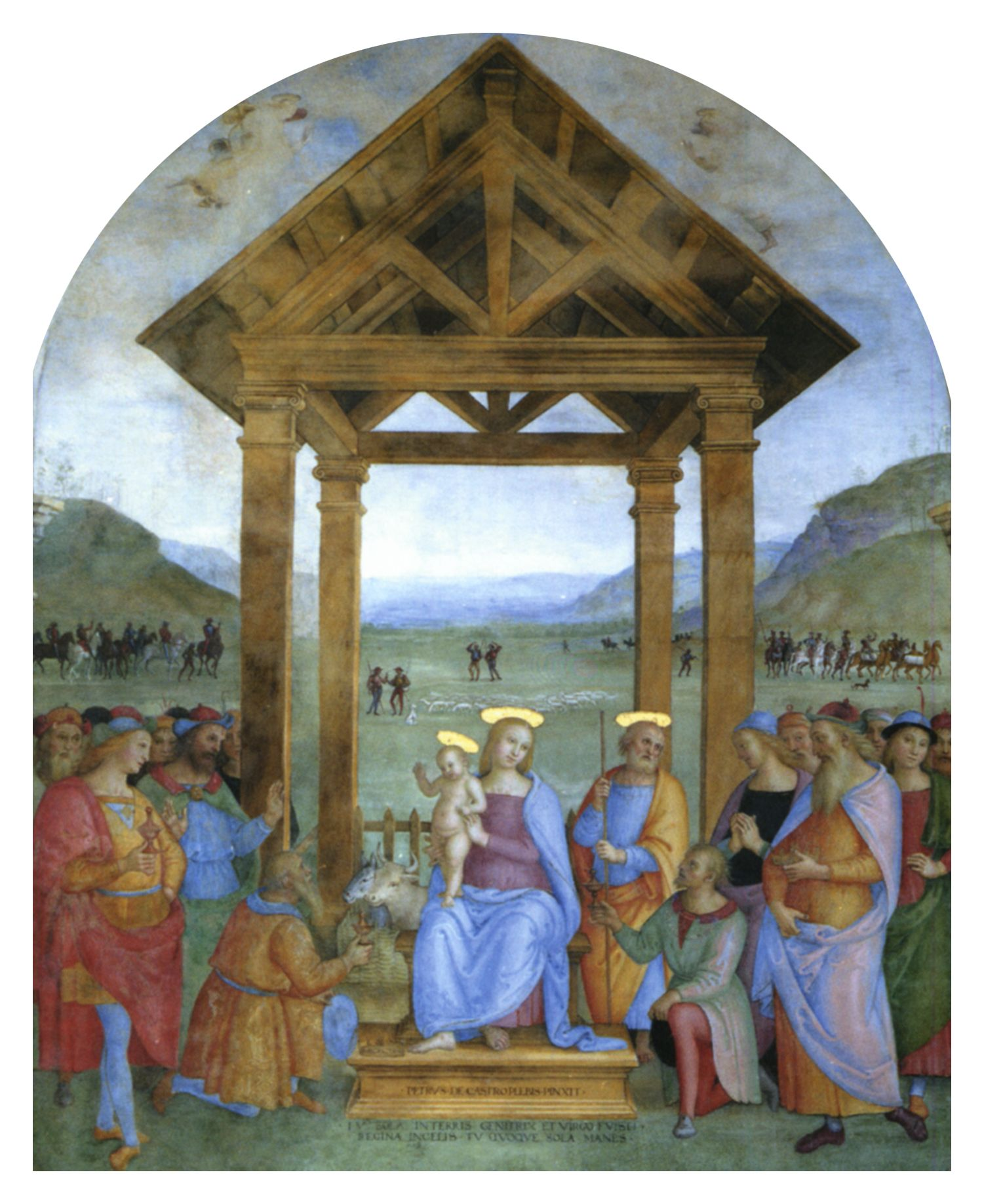
Adoration des mages.

- Autel de la Madone avec une partie de la fresque de 1483,

- Chapelle San Carlo Borromeo,

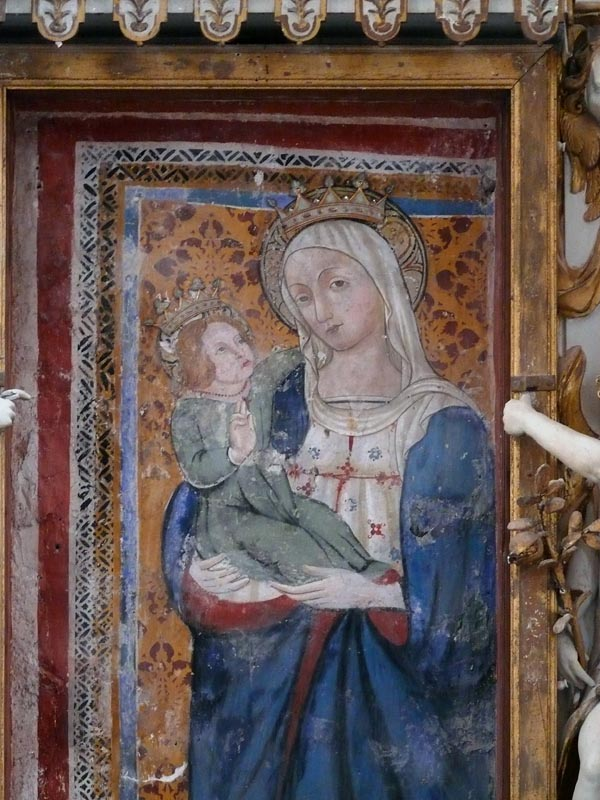
Fresque de la Madone.

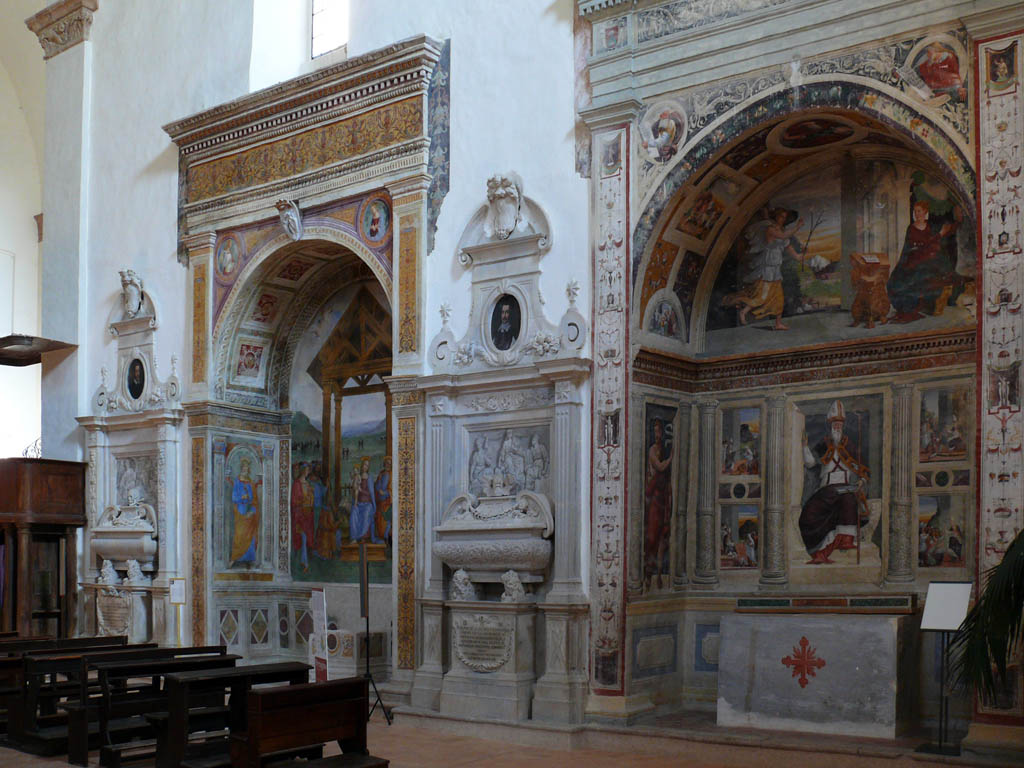
Chapelle San Carlo Borromeo.

- Chapelle de la Déposition de Lo Spagna (1520)[3],

- Chapelle San Alfonso

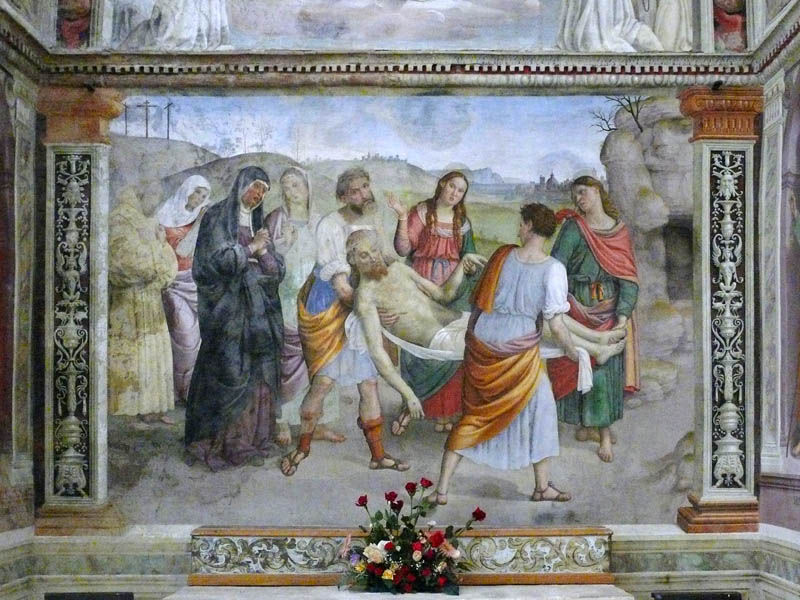
Transport du Christ au sépulcre.

- Chapelle de la Résurrection d'Orazio Alfani.